# Plethobolbina
Plethobolbina is een geslacht van uitgestorven kreeftachtigen uit de klasse van de Ostracoda (mosselkreeftjes).

## Soorten
- Plethobolbina cornigera Ulrich & Bassler, 1923 †
- Plethobolbina cribraria Ulrich & Bassler, 1923 †
- Plethobolbina dorsicostata Abushik, 1960 †
- Plethobolbina hemisphaerica Abushik, 1958 †
- Plethobolbina ornata Ulrich & Bassler, 1923 †
- Plethobolbina sulcata Ulrich & Bassler, 1923 †
- Plethobolbina typicalis Ulrich & Bassler, 1923 †